# ポケットからきゅんです!
「ポケットからきゅんです!」は、ひらめの楽曲。2020年6月3日に自身のTikTokアカウントで15秒バージョンを投稿したのち、同年8月14日からLINE MUSICにてフルバージョンの配信が開始された。

## 概要
ひらめが注目されるきっかけとなった楽曲であり、2020年6月、TikTokに投稿すると1ヶ月で数億再生という記録を打ち出し、約2ヶ月で約25万もの関連動画が作成されるほどに大きな広がりを見せた。
Billboard JAPANの「TikTok週間楽曲ランキング」において2020年6月26日のチャートインから15週連続TOP15入り。最高位は2位。
2020年8月14日には音源化され、LINE MUSICにて先行配信を開始し、デイリーランキング2位、BGMランキングで1位を獲得。8月28日からはその他のサービスでも配信を開始した。
フジテレビ系『めざましテレビ』が10～20代100人に調査した“次にブレイクする楽曲”で当楽曲が紹介された。

### きゅん現象
曲調のみならず、「きゅんです」（キュンです）というフレーズが若者を中心にSNS上でヒットし、楽曲そのもの以外にも様々な影響が出ている。
当楽曲の〈きゅんです〉という歌詞に合わせて、人差し指と親指を交差したハートマークをつくり、〈シュンです〉で人差し指を下に向ける一連の流れを映した動画が、6月頃からTikTok上で大流行。人気TikTokerはもちろん、ディーン・フジオカやTHE RAMPAGE等もこぞって「#キュンです」をつけて投稿している。
2020年上半期のインスタ流行語大賞、流行語部門において、「きゅんです」が7位にノミネートされた。
2020年9月10日に放送された日本テレビ系列『ぐるぐるナインティナイン』において、「SNSで流行中! キュンですゲーム」が行われた。
2020年10月10日に放送された日本テレビ系列『世界一受けたい授業』において、社会の授業 ”SNSで人気になる4つの方法”として、タレントの堺正章が自身のオフィシャルTwitterアカウントを開設し、当楽曲の動画を投稿した模様が放送された。
2020年11月30日に発表された、株式会社AMFによる「JC・JK流行語大賞2020」のコトバ部門において「きゅんです」が1位となり、12月6日に発表された「TikTok流行語大賞2020」では「#きゅんです」がコトバ部門と大賞をダブル受賞した。